# Феодора (принцеса Греції та Данії)
Феодора, принцеса Греції і Данії (грец. Θεοδώρα, πριγκίπισσα της Δανίας, відома також як Феодора (Теодора) Гріс, англ. Theodora Greece; нар. 9 червня 1983, Лондон, Велика Британія) — принцеса Грецька і Данська, молодша дочка грецького короля Костянтина II і його дружини Анни-Марії Данської, американська акторка.
У принцеси Феодори є старша принцеса Алексія (нар. 1965) і три брата: наслідний принц Павло (нар. 1967), принц Микола (нар. 1969) і принц Філіп (нар. 1986).

## Біографія
Народилася 9 червня 1983 року в госпіталі святої Марії в лондонському районі Паддінгтон. Її хрещеними стали королева Данії Маргрете II, королева Великої Британії Єлизавета II, екс-король Румунії Міхай I і екс-кронпринц Югославії Олександр Карагеоргієвич.
З 1994 по 2001 роки навчалася в школі для дівчаток в лондонському районі Суррей і рік в коледжі святого Філіпа в Аліс-Спрінгс в Австралії.
28 травня 2006 року одержала диплом бакалавра в Браунівському університеті, де вона навчалася під ім'ям Теодора Гріс (англ. Theodora Greece).
Після двох років навчання в Північно-Східному університеті в Бостоні отримала диплом бакалавра в галузі театрального мистецтва і завершила повний курс навчання в Браунівському університеті. Також отримала спеціалізацію в центральному коледжі мистецтва та дизайну імені Святого Мартіна в Лондоні.

## Кар'єра актриси
У квітні 2010 року переїхала в Лос-Анжелес, де почала кар'єру актриси. 5 грудня 2011 по 2014 роки знімалася в ролі секретаря Алісон Монтгомері в мильній опері «Зухвалі і красиві».
У 2015 році в знялася в американському фільмі «Little Boy».